# أرنب أبالاشي
أرنب قطني الذيل الأبالاشي (الإسم العلمي:Sylvilagus obscurus)، هو نوع من الثدييات يتبع جنس أرانب قطنية الذيل من فصيلة الأرانب ضمن رتبة الأرنبيات.